# کارولان (آرکانزاس)
کارولان (به انگلیسی: Carolan) یک منطقهٔ مسکونی در ایالات متحده آمریکا است که در آرکانزاس واقع شده‌است.